# معركة رجيف
معركة رجيف (الروسية: Ржевская битва)، والمعروفة بين الجنود السوفييت وقتها باسم (رجيف طاحونة اللحم) أو (المسلخ) بسبب الخسائر المروعة التي تكبدها الجيش الأحمر، هي سلسلة من العمليات العسكرية السوفيتية ضمن الحرب العالمية الثانية بين 8 يناير، 1942 و31 مارس 1943. جرت العمليات في محيط بلدات رجيف وسيتشيوفكا وفيازما ضد القوات النازية هذه المعركة تُعدّ من أكثر المعارك دموية في الجبهة الشرقية.

### أبرز المعلومات عن معركة رجيف:
- 🗓️ الفترة: من يناير 1942 حتى مارس 1943
- 📍 الموقع: مدينة رجيف وضواحيها، روسيا
- ⚔️ الأطراف: الاتحاد السوفيتي ضد ألمانيا النازية
- 🩸 الخسائر: يُقدّر عدد الضحايا (من الطرفين) بمئات الآلاف، وقد تجاوزت مليون جندي في بعض التقديرات.

### لماذا سُميت بـ"مطحنة رجيف"؟
لأن القتال كان مستمرًا وعنيفًا، مع تغييرات طفيفة في خطوط الجبهة، ما أدى إلى استنزاف هائل للجنود والعتاد من الطرفين دون نتائج حاسمة واضحة لفترة طويلة.

### أهم العمليات ضمن معركة رجيف:
1. الهجوم الشتوي السوفيتي 1942
2. العملية الهجومية الأولى على رجيف (صيف 1942)
3. العملية الهجومية الثانية على رجيف (أواخر 1942)
4. انسحاب القوات الألمانية (مارس 1943) في عملية نُفّذت بدقة لتقليل الخسائر، تُعرف بـ"عملية بوفِنغن" (Operation Büffel).

### النتيجة:
- انسحاب الألمان من رجيف في مارس 1943.
- استعاد السوفييت السيطرة على المدينة.
- تُعد المعركة نجاحًا استراتيجياً للسوفييت، لكنها جاءت بتكلفة بشرية هائلة.